# Pure Noise Records
Pure Noise Records ist ein 2008 von Jake Round gegründetes Independent-Label aus Berkeley, Kalifornien,  Vereinigte Staaten, das sich auf Punk und dessen Subgenres spezialisiert hat.

## Geschichte
Ursprünglich hieß das Label Pure Noise Entertainment und sollte eine reine Konzertagentur werden, jedoch entschied sich Round nach zwei organisierten Konzertreisen, eine Plattenfirma zu gründen, da er sich nicht als Promoter von Konzerten sah. Zuvor arbeitete er als Praktikant bei Fat Wreck Chords und als Redakteur beim AMP Magazine.
Die erste Veröffentlichung war eine CD der US-amerikanischen Melodic-Hardcore-Band No Bragging Rights. Zunächst versendete Round Demos der Gruppe an verschiedene Plattenfirmen in der Hoffnung, dass ein Label die Band unter Vertrag nimmt. Da dieses jedoch nicht geschah, entschloss er sich das Album selbst zu produzieren. Er fragte seine Mutter, ob sie ihm Geld für die Produktion einer CD geben könne, womit sie sich einverstanden zeigte. Zu diesem Zeitpunkt war er oft in Kontakt mit Craig Ericson, dem Gründer von Rise Records, welcher ihm in der ersten Zeit beratend zur Seite stand. Somit war The Consequence of Dreams von No Bragging Rights das erste Album, das von Pure Noise veröffentlicht wurde.
Zwischen 2008 und 2010 operierte das Label als Eigenprojekt und brachte nur fünf Produktionen auf den Markt. Inzwischen hat Pure Noise unter anderem mit Landscapes (Vereinigtes Königreich) und The Story So Far zwei Bands unter Vertrag, die sich einen größeren Bekanntheitsgrad erspielen konnten. So tourten Landscapes mehrfach durch Europa und das zweite Album von The Story So Far erreichte eine Chartplatzierung in den offiziellen US-Charts. The Story So Far spielten 2014 zudem erstmals auf der Hauptbühne der Warped Tour und verkauften bis heute knapp 50.000 Tonträger ihres Albums What You Don´t See. Mit The Finer Things von State Champs (No. 131) und Angst von Handguns (No. 155) hat das Label zwei weitere Alben veröffentlicht, die sich in den offiziellen US-amerikanischen Albumcharts platzieren konnten. In den ersten fünf Jahren des Bestehens der Plattenfirma konnten weltweit mehr als 280.000 Tonträger verkauft werden. Inzwischen teilt sich Round ein Büro mit dem Konzertmanager Brad Wiseman von der Soroka Agency.
Weitere Vertragskünstler sind unter anderem die Punkband Gnarwolves, die Pop-Punk-Gruppen Brigades und Hit the Lights, sowie Metalcore-Band Vanna. Am 15. September 2014 gab das Label die Unterschrift von Senses Fail bekannt.
Zu weiteren Veröffentlichungen des Labels zählen unter anderem Werke von Man Overboard, Transit (inzwischen bei Rise Records), Handguns und The American Scene. Die Split-EP von Man Overboard und Transit verkaufte sich knapp 4.000 mal und half den Bekanntheitsgrad des Labels weiter zu steigern. In Deutschland übernimmt die Alive AG den Vertrieb der Produktionen des Labels.

## Bands

### Aktuell
- Bearings
- Boston Manor
- Can’t Swim
- Counterparts
- Drug Church
- Elder Brother
- First Blood
- Four Year Strong
- Gardenhead
- Hawthorne Heights
- Homesafe
- Jule Vera
- Knocked Loose
- Less Than Jake
- Like Pacific
- Lizzy Farrall
- Masked Intruder
- Reggie and the Full Effect
- Sanction
- Seaway
- Senses Fail
- Sharptooth
- Speak Low If You Speak Love
- State Champs
- Stick to Your Guns
- Terror
- The Story So Far

### Ehemalig
- All Shall Perish
- Alex Correia
- The American Scene
- Brigades
- Casey Bolles
- Create Avoid
- Daybreaker
- Front Porch Step
- Forever Came Calling
- Gates
- Gnarwolves
- Handguns
- Heart to Heart
- Hit the Lights
- I Call Fives
- Landscapes
- Living with Lions
- Man Overboard
- Matthew Vincent
- Misser
- My Iron Lung
- No Bragging Rights
- No Good News[11]
- Rotting Out
- Second to Last
- Sights & Sounds
- To the Wind
- Troubled Coast
- Vanna

## Veröffentlichungen (Auswahl)
- The Story So Far - What You Don´t See (2013)
- The Story So Far - Under Soil and Dirt (2011)
- The Story So Far - The Story So Far/Stick to Your Guns-Split (2013)
- Landscapes - Life Gone Wrong (2013)
- Vanna - The Few and the Far Between (2013, LP)
- The American Scene - Safe for Now (2012)
- Sights & Sounds - Silver Door (2013)
- All Shall Perish - Awaken the Dreamers (2010, LP)
- No Bragging Rights - The Consequence of Dreams (2009)
- No Bragging Rights - Anatomy of a Martyr (2010)
- No Bragging Rights - Cycles (2013, LP)